# Carabu

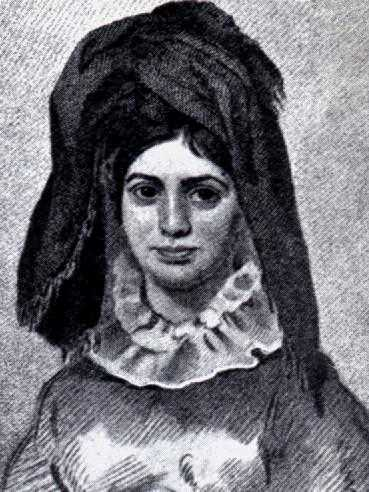
Prinzessin Carabu (Zeichnung 1817)

Prinzessin Carabu aus Javasu – englisch Princess Caraboo (* 1791 in Witheridge, Devonshire; † 4. Januar 1865 in Bristol); eigentlich Mary Baker, geborene Willcocks, war eine bekannte Hochstaplerin im England des frühen 19. Jahrhunderts.

## Die Prinzessin

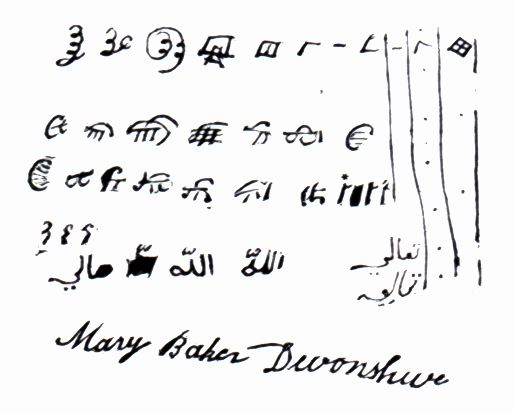
Javasuische Schriftzeichen

Am Abend des 13. April 1817 brachte der Armenaufseher des Städtchens Almondsbury in der südwestenglischen Grafschaft Gloucestershire eine junge Frau zum Friedensrichter Samuel Worrall. Sie war exotisch gekleidet, schien eine unbekannte Sprache zu sprechen und machte sich nur durch Handzeichen verständlich. In den nächsten Wochen wurde sie immer wieder befragt, aber mehr als ihr Name Carabu und eine mögliche Herkunft aus dem Fernen Osten war nicht aus ihr herauszubekommen.
Das änderte sich, als man einen Portugiesen namens Manuel Eynesso, der in Malaya gelebt hatte, zu ihr brachte. Er schien sich mit ihr verständigen zu können und berichtete, sie sei eine chinesisch-malaiische Prinzessin aus Javasu, die von Seeräubern entführt und als Sklavin verkauft worden war. Nach wochenlanger Schiffsreise sei sie über Bord gesprungen und so auf englischem Boden gelandet.
In den folgenden Wochen wurde die befreite „Prinzessin“ in die „gute Gesellschaft“ eingeführt. Journalisten und Wissenschaftler befragten sie und Carabu berichtete von den Lebensbedingungen ihres Landes, ihrem Gott Allah Tallah, zeichnete eine Karte ihrer Reise und schrieb Alphabet und Zahlen in ihrer „Heimatsprache“ nieder. Für einen Artikel der Tageszeitung im nahen Bristol wurde sie auch gezeichnet. Daraufhin meldete sich eine Frau aus Bristol, die in Carabu ihre ehemalige Untermieterin wiedererkannte. Konfrontiert mit der Wahrheit gab Carabu daraufhin den Betrug zu.

## Mary Baker
In Wirklichkeit wurde Carabu als Mary Wilcox in Witheridge (Grafschaft Devonshire) geboren. Mit 16 Jahren wurde die Analphabetin als Magd zu einer Familie im Ort gegeben. Zwei Jahre später lief sie fort, erst nach Exeter, später weiter in Richtung Bristol und London, wo sie drei Jahre lang bei einer Familie arbeitete und Lesen und Schreiben lernte. Nach einem Diebstahl entlassen, habe sie dann als Mann verkleidet eine Zeitlang unter Straßenräubern gelebt. Zurück in London habe sie einen Mr. Baker geheiratet, der ihr viel von seinen fernöstlichen Reisen erzählt habe. Als ihr Mann plötzlich verschwand, machte sie sich auf den Weg nach Bristol, um von dort nach Amerika auszuwandern. Da ihr das Geld für die Überfahrt fehlte, verwandelte sie sich in „Prinzessin Carabu“, um sich so Zutritt zu einer vermögenden Familie zu verschaffen und dort das nötige Bargeld zu stehlen.
Mary Baker hätte ihre Rolle als Carabu möglicherweise nicht so lange gespielt, wäre ihr nicht der Zufall in Gestalt von Manuel Eynesso zu Hilfe gekommen. Der hatte sie zwar sofort als Hochstaplerin erkannt, trat aber gegen eine Gewinnbeteiligung von 50 Prozent als ihr „Dolmetscher“ auf.
Erstaunlicherweise wurde sie nicht der Polizei übergeben, sondern durfte im Haus der Woralls bleiben. Der Besucherstrom, der jetzt den „Weiblichen Psalmanazar“ sehen wollte, riss nicht ab, sie wurde porträtiert und ein Buch über sie erschien. Ende Juni 1817 finanzierte man ihr die Reise nach Amerika und sie verschwand Richtung Philadelphia. 1824 aber war sie wieder in London. Hier vermarktete sie zunächst gegen Eintrittsgeld ihren verblassenden Ruhm als „Prinzessin Carabu“, heiratete dann wieder und lebte bis zu ihrem Tod als Hausfrau in Bristol.
In der zeitgenössischen Presse tauchten Berichte auf, wonach Carabu – statt nach Amerika zu fahren – auf St. Helena gelandet sei, wo sie zur letzten großen Liebe Napoleons wurde. Ein Blick in die Napoleonliteratur genügt aber, um diese Geschichte als satirischen Scherz eines Zeitungsjournalisten zu entlarven.

## Film
Auf Mary Bakers frei nacherzählter Geschichte basiert der amerikanische Spielfilm Prinzessin Caraboo  aus dem Jahr 1994; Regie Michael Austin, mit Phoebe Cates (als „Caraboo“), Jim Broadbent, Wendy Hughes, John Lithgow, Jerry Hall und Kevin Kline.